# Tytthoscincus jaripendek
Tytthoscincus jaripendek — вид сцинкоподібних ящірок родини сцинкових (Scincidae). Ендемік Малайзії. Описаний у 2017 році.

## Поширення і екологія
Tytthoscincus jaripendek відомі з типової місцевості, розташованої в районі Робінсон-Фоллс в регіоні Кемерон-Хайлендс в штаті Паханг в центрі Малайського півострова, на висоті 1411 м над рівнем моря. Вони живуть в гірських діптерокарпових лісах, серед опалого листя.